# Carolina Domínguez
Ana Carolina Domínguez Ortas (Montevideo, 15 de julio de 1986) es una periodista y presentadora de informativos uruguaya. Es fundadora de la agencia de comunicación Tu Empresa en Medios, tiene un podcast llamado 'Volver a empezar' en Spotify y es corresponsal de la emisora uruguaya Del Sol FM. Ha sido redactora de la cadena española La Sexta Noticias y ha presentado los informativos de Telenoche (Canal 4), Subrayado (Canal 10) y De Taquito a la Mañana (Radio Universal). 

## Biografía
Nació en Montevideo en 1986, como hija de Celso Domínguez, un inmigrante gallego oriundo de Pereira, Bande que llegó a Uruguay en 1950, a los cuatro años de edad; y de Zulma Ortas.
Licenciada en Comunicación Social por la Universidad Católica del Uruguay, comenzó su carrera como periodista en radio El Espectador en 2008. Entre 2009 y 2015 trabajó para el noticiero Telenoche emitido por Canal 4, asumiendo la conducción del mismo en 2014, puesto que previamente se había desempeñado como redactora. Durante este período fue enviada especial para cubrir el terremoto de Haití de 2010. Ha conducido numerosas ediciones de la Campana de Oro, la gala de premios a lo mejor de la publicidad en Uruguay.
En 2015 se incorporó al noticiero Subrayado de Canal 10, en el cual se desempeñó como movilera y conductora de la edición mediodía. En julio de 2017 lanzó el programa periodístico De Taquito a la Mañana en Radio Universal, junto a Camila Cibils. Tres meses después, se trasladó a Madrid para realizar un máster de periodismo en el periódico El Mundo, realizando su tesis sobre "Los clientes de la prostitución". Una vez finalizados sus estudios decidió radicarse allí, y comenzó a trabajar como redactora en la cadena La Sexta Noticias de Atresmedia. Actualmente ha montado la agencia de comunicación Tu Empresa en Medios, a través de la que potencia a empresas y startups en medios. Además es corresponsal para la emisora Del Sol FM.